# 雀斑 (歌曲)
《雀斑》（日语：そばかす）是日本搖滾樂團JUDY AND MARY的第9張單曲。1996年2月19日由Epic Records發行。

## 解說
標題曲「雀斑」是富士電視台電視動畫《浪客剑心》的初代片頭主題曲，於初次亮相當時創下120萬枚的最高銷售紀錄。該歌曲是原唱者JUDY AND MARY在解散之前，唯一在Oricon上贏得第1名、以及唯一的百萬銷量單曲。在Oricon的累計銷售枚數總計為105.8萬枚。
關於該歌曲創作的起源，是從突然擔任的經紀人提出決定與浪客剑心動畫進行商業搭配，說要在三天內寫出一首歌。而得知這項消息的JUDY AND MARY當時沒有辦法跟經紀人說是什麼作品，所以這首歌的主題來自於所有成員都知道的動畫作品《小甜甜》。因此，JUDY AND MARY的所有成員知道是要為這部以時代劇為題材的動畫錄製一首片頭主題曲而感到驚訝。根據成員YUKI表示，其製作的目的要挑戰強大力量的嶄新歌唱方式。
JUDY AND MARY的製作人佐久間正英透露「有意地完成了這首歌，與動畫的內容無關」，並承認自己僅將其視為該歌曲進行宣傳。
2019年3月1日，該歌曲從Sony Music Entertainment舉辦的人氣動畫歌曲投票活動「平成動畫歌曲大賞」特別獎（1989年－1999年）選出。

## 收錄歌曲
全編曲：JUDY AND MARY
1. 雀斑 [4:15]
  - 作詞：YUKI，作曲：恩田快人（日语：恩田快人）
  - 調：A大調[3]
2. 音響全開 [3:55]
  - 作詞：Tack & Yukky，作曲：TAKUYA（日语：TAKUYA）
  - 從專輯《MIRACLE DIVING（日语：MIRACLE DIVING）》中進行剪輯。但它是沒有符號的單曲版本，並且開頭時喊叫的聲音已被刪減了。
3. 雀斑（Backing Track）

## 收錄專輯
- 《MIRACLE DIVING（日语：MIRACLE DIVING）》（#2，原曲）
- 《THE POWER SOURCE（日语：THE POWER SOURCE）》（#1）
- 《FRESH（日语：FRESH (アルバム)）》（#1）
- 《The Great Escape -COMPLETE BEST-（日语：The Great Escape -COMPLETE BEST-）》（#1、2）
- 《COMPLETE BEST ALBUM「FRESH」（日语：COMPLETE BEST ALBUM「FRESH」）》（#1）
- 《神劍闖江湖 Best Theme Collection》（#1）
- 《神劍闖江湖 Premium Collection》（#1）
- 《神劍闖江湖 COMPLETE CD、BOX》（#1）
- 《神劍闖江湖 Complete Collection》（#1）

## 「雀斑」的翻唱歌手
- 內田順子（1996年）－收錄於CD系列，由古倫美亞音樂娛樂株式會社（日本古倫美亞）發行（首次亮相於1996年6月21日發行的）。
- 少年神風（日语：少年カミカゼ）（2006年）－收錄於單曲《L.A.U.G.H.I.N'（日语：L.A.U.G.H.I.N'）》。
- 下川美娜（2007年）－收錄於專輯《Reprise ～下川美娜動畫歌曲精選》。
- 井上麻里奈（2008年）－收錄於專輯《百歌聲爛 女性聲優篇II》。
- 櫻川姬子（日语：桜川ひめこ）（2008年）－收錄於地下專輯《萌》。
- Salon（2008年）－收錄於專輯《My Time》。
- P feat.初音未來（2008年）－收錄於地下專輯《初音未來 精選 ～memories～（日语：初音ミク ベスト〜memories〜）》。
- 中川翔子（2009年）－收錄於專輯《JUDY AND MARY 15th Anniversary Tribute Album（日语：JUDY AND MARY 15th Anniversary Tribute Album）》。
- 新谷良子（2009年）－收錄於專輯《百歌聲爛 女性聲優篇III》。
- 惡魔小暮（2009年，小暮閣下把這年當作魔曆（日语：魔暦）11年）－收錄於地下專輯《GIRLS' ROCK ～Tiara～（日语：GIRLS' ROCK 〜Tiara〜）》。
- SHAKE（日语：SHAKE (女性歌手グループ)）（2010年）－收錄於專輯《SHAKE vol.2》。
- 美吉田月（日语：美吉田月）（2010年）－收錄於專輯《Ska Flavor#3》。
- 丹下櫻 (小早川凛子)（2011年）－收錄於翻唱專輯《唱歌吧♪LovePlus》。
- 青木隆治（日语：青木隆治）（2012年）－收錄於專輯《VOICE 199X（日语：VOICE 199X）》。
- 戴安娜·加內特（英语：Diana Garnet）（2013年）－收錄於專輯《COVER☆GIRL》。
- Lon（日语：ろん）（2015年）－收錄於專輯《 -J-POP ZOO -》。
- Pastel*Palettes［丸山彩（前島亞美）］（2017年）－收錄於遊戲《BanG Dream！少女樂團派對》[4]。
- 鈴原露露（日语：鈴原るる）（2020年10月24日）－收錄於網路限定專輯《IMAGINATION vol.3》（2020年12月23日以實體CD限定販售）。

此外還有無法確定是否為正式發行，但在2009年三得利的酒精飲料「。」的廣告影片（優香主演）的背景配樂（由鹿野友美演唱）中也採用了這首歌。